# Хамамацу
Хамамацу (јап. 浜松市) град је у Јапану у префектури Шизуока. Према попису становништва из 2005. у граду је живело 804.067 становника.

## Становништво
Према подацима са пописа, у граду је 2005. године живело 804.067 становника.
| 1995.   | 2000.   | 2005.   |
| ------- | ------- | ------- |
| 766.832 | 786.306 | 804.067 |

## Спорт
Хамамацу има фудбалски клуб ФК Хонда.